# Stazione di Viterbo Porta Fiorentina
Stazione di Viterbo Porta Fiorentina vasútállomás Olaszországban, Viterbo településen.

## Vasútvonalak
Az állomást az alábbi vasútvonalak érintik:
- Viterbo–Róma-vasútvonal
- Viterbo–Orte-vasútvonal

## Kapcsolódó állomások
A vasútállomáshoz az alábbi állomások vannak a legközelebb:
- Stazione di Viterbo Porta Romana (Stazione di Roma Tiburtina, FL3)
- Stazione di Montefiascone